# Hela (Schiff, 1896)
Die Hela war ein Aviso, ab 1899 als Kleiner Kreuzer bezeichnet, der deutschen Kaiserlichen Marine, der im Ersten Weltkrieg zum Einsatz kam. Sie war ein Einzelschiff und mit vier 8,8-cm-Geschützen für einen Kreuzer nur sehr leicht bewaffnet.
Ab Sommer 1900 wurde die Hela ein Jahr lang vor China während des Boxeraufstandes eingesetzt. Nach einem umfangreichen Umbau zwischen 1903 und 1906 diente die Hela ab 1910 als Flottentender. Beim Ausbruch des Ersten Weltkrieges 1914 wurde sie als Kreuzer zur Unterstützung der in Helgoland stationierten Torpedoboote eingesetzt, und bereits am 13. September 1914 wurde sie vom britischen U-Boot E9 torpediert und versenkt.

## Vorkriegsgeschichte

### Bau und technische Daten
Die Hela wurde am 5. Dezember 1893 bei der Werft AG Weser in Bremen auf Kiel gelegt. Sie lief am 28. März 1895 vom Stapel. Benannt war sie nach der bei Danzig gelegenen Halbinsel Hela. Das Schiff war 105 m lang, 11 m breit und hatte einen Tiefgang von 4,64 m, die Wasserverdrängung lag bei 2.082 Tonnen. Die Friedensstärke der Mannschaft betrug 179 Mann.
Das Schiff wurde von zwei Dreizylinder-Dampfmaschinen mit dreifacher Dampfdehnung angetrieben, die auf je eine Schraube von 3,25 m Durchmesser wirkten. Sechs Lokomotivkessel in zwei Kesselräumen produzierten den Dampf für die in getrennten Räumen installierten Maschinen, die für 6.000 PS konstruiert waren und der Hela bei den Probefahrten eine Geschwindigkeit von 20,5 Knoten ermöglichten.
Bewaffnet war sie mit vier 8,8-cm-Schnellladekanonen L/30, sechs 5-cm-Schnellladekanonen und drei 45-cm-Torpedorohren, von denen zwei an Deck standen und eines unter Wasser am Bug eingebaut war. Die 10-kg-Granaten ihrer 8,8-cm-Kanonen konnten bei der maximalen Erhöhung von 20° bis zu 6.900 m weit verschossen werden. Die Geschütze hatten je 200 Schuss und konnten eine Feuergeschwindigkeit von bis zu 15 Schuss/Minute erzielen. Die 5-cm-L/40-Kanonen hatten eine maximale Feuergeschwindigkeit von zehn Schuss pro Minute und hatten mit ihren 1,75-kg-Geschossen eine Reichweite von nur 6.200 m. 250 Geschosse waren für jede dieser Kanonen vorhanden.
Gepanzert war die Hela nur geringfügig durch ein 20-mm-Panzerdeck, das an den Seiten zum Teil auf 25 mm verstärkt war. Der Kommandoturm war mit einer Panzerung von 30 mm noch ein wenig stärker geschützt.
Die Hela war der letzte von neun Avisos, die seit dem Ankauf der Zieten 1875 aus England für die Kaiserliche Marine in Dienst kamen. Sie war der Vorläufer der vollwertigen Kleinen Kreuzer der Gazelle-Klasse.
Die Indienststellung der Hela fand am 3. Mai 1896 statt. Wegen Problemen mit der Maschinenanlage wurde sie nach eingehender Erprobung am 19. September 1896 wieder außer Dienst gestellt, um Nachbesserungen durchzuführen.

### Flottendienst
Am 10. März 1898 erfolgte die endgültige Indienststellung des Avisos Hela. Er wurde der I. Division des I. Geschwaders zugeteilt. Vom 14. Juni bis zum 31. Juli war die Hela der kaiserlichen Yacht Hohenzollern als Begleitkreuzer zugeteilt und nahm an der jährlichen Nordlandreise des Kaisers teil, die in den Hardangerfjord führte. Vom 17. September bis zum 8. Dezember begleitete sie dann zusammen mit der Hertha den Kaiser auf einer Reise nach Palästina. 1899 nahm sie an den Reisen des Geschwaders in den Atlantik, dem Besuch in Dover und Besuchen in den Niederlanden und in Schweden teil. Im Zuge einer Neuordnung der Schiffsbezeichnungen wurde die Hela zum Kleinen Kreuzer umklassifiziert.

### Ostasieneinsatz
Während des Boxeraufstandes im Jahr 1900 belagerten die Chinesen das Gesandtschaftsviertel in Peking und ermordeten den deutschen Gesandten, Baron Clemens von Ketteler. Die Gewalttätigkeit gegen Europäer in China führte zu einer Allianz von acht Staaten gegen die nationalistische chinesische Bewegung, der neben dem Deutschen Reich auch Großbritannien, Italien, Russland, Österreich-Ungarn, die Vereinigten Staaten, Frankreich und Japan angehörten. Die in China aktuell stationierten Soldaten waren aber zu wenige, um die Boxer zu besiegen. In Peking war es eine Truppe von etwas über 400 Mann der acht Staaten, die das Gesandtschaftsviertel verteidigte. Hauptelement der deutschen militärischen Macht in China war das Ostasiatische Kreuzergeschwader, das aus den Geschützten Kreuzern Kaiserin Augusta, Hansa und Hertha, den Kleinen Kreuzern Irene und Gefion sowie den Kanonenbooten Iltis und Jaguar bestand. Dazu gab es noch 500 deutsche Soldaten in Taku als Teil einer internationalen Truppe von etwa 2.100 Mann, die unter der Führung des britischen Admirals Edward Hobart Seymour versuchten, Peking zu entsetzen, aber vom heftigen Widerstand der Boxer bei Tientsin gestoppt wurden.
Trotz der Einwände des Leiters des Reichsmarineamtes, Admiral Alfred von Tirpitz, der den Einsatz für unnötig und zu umfangreich hielt, wurde im Sommer 1900 die Hela mit ihrer Division der vier Linienschiffe der Brandenburg-Klasse nach Ostasien entsandt. Sie verließen Kiel am 9. und Wilhelmshaven am 11. Juli 1900, um die internationalen Streitkräfte in China zu unterstützen. Am 17./18. Juli bunkerte die Division in Gibraltar und passierte den Sueskanal am 26./27. Juli, wo sich das Kanonenboot Luchs dem Verband anschloss. Vor Perim und in Aden bunkerten die Schiffe erneut, um am 2. August ohne Luchs die Überquerung des Indischen Ozean nach Colombo zu starten. Von dort lief der Verband weiter durch die Straße von Malakka nach Singapur, wo vom 19. bis 23. August die erste längere Pause während des Ausmarsches der Division gemacht wurde. Am 28. August erreichte die Division dann Hongkong und am 30. August war sie auf der Reede von Wusong bei Shanghai und beteiligte sich an der „Blockade“ der chinesischen Marine, die Jangtsekiang aufwärts keine Absichten hatte, gegen die überwältigenden internationalen Kräfte anzulaufen. Neben den vier deutschen Linienschiffen blockierten auch zwei britische den Ausgang aus dem Fluss neben einer Vielzahl von Kreuzern, Kanonen- und Torpedobooten aller Staaten. Die Belagerung des Gesandtschaftsviertels in Peking war inzwischen beendet. Die Hela blieb meist beim Gros der Linienschiffdivision während des Einsatzes in Ostasien und war von März bis Mai 1901 – vertretungsweise unter dem Kommando des späteren Chefs des Kreuzergeschwaders, Kapitänleutnant Maximilian von Spee, – in Tsingtau, wo nach und nach alle Linienschiffe der Division nach Überholungen in Hongkong oder Japan eintrafen und gemeinsame Übungen durchführten. Am 1. Juni 1901 trat der deutsche Verband mit den vier Linienschiffen Kurfürst Friedrich Wilhelm, Brandenburg, Weißenburg und Wörth und der Hela den Rückmarsch in die Heimat an, die am 11. August erreicht wurde. Auf der Rückfahrt lief die Division im Marsch gegen den Monsun zur Sicherheit Mahé als zusätzliche Kohlenstation an. Am 1. August traf die Division in Cádiz mit der neuen I. Division des I. Geschwaders unter Prinz Heinrich von Preußen auf der Kaiser Wilhelm der Große zusammen und beide Divisionen liefen danach gemeinsam in die Heimat. Der gesamte Einsatz war äußerst kostspielig, da auf den Märschen nach und von Ostasien auf fremde Kohlenstationen zurückgegriffen werden musste. Auch wurden diese Schiffe für die Einsätze während des Boxeraufstandes eigentlich nicht benötigt. Der demonstrative Charakter des Einsatzes, der das Reich über 100 Millionen Mark kostete, war offensichtlich. Kein anderer Staat setzte seine Kräfte in ähnlichem Umfang ein.
Die Hela führte schon am 26. August bis zum 16. September 1901 eine Auslandsreise nach Norwegen durch, auf der unter anderem Christiania besucht wurde. Im Winter 1902 begannen einige Umbauarbeiten, so dass sie Ende Januar 1903 die Aufgabe eines Schulschiffes für leichte Geschütze übernehmen konnte. Der schlechte Zustand ihrer Kessel führte allerdings schon am 25. April 1903 zur Außerdienststellung der Hela.

### Zweite Einsatzphase
Nach einer Modernisierung von 1903 bis 1906 auf der Kaiserlichen Werft in Danzig mit Einbau einer modernen Kesselanlage von acht Marine-Einheitskesseln, Umbau zu einem Zweischornsteiner, neuer Brückenanlage, verbesserter innerer Aufteilung, erweitertem Doppelboden, Reduzierung der Bewaffnung auf zwei 8,8-cm-Geschütze und Vergrößerung der Besatzung auf über 200 Mann, stellte die Hela am 1. Oktober 1910 als Flottentender wieder in Dienst. In dieser Funktion transportierte sie häufig hochrangige Beobachter oder Besucher zur Flotte auf Manövern, Flottenparaden oder ähnlichem. Ab April 1912 verlegte sie zudem ihren Heimathafen von Wilhelmshaven nach Kiel.

## Erster Weltkrieg

### Seegefecht bei Helgoland
Nach dem Ausbruch des Ersten Weltkriegs gehörte die Hela zur IV. Aufklärungsgruppe und zur Sicherung der deutschen Patrouillen vor Helgoland, die am 28. August 1914 von überlegenen britischen Flottenverbänden angegriffen wurden. Die Hela entkam diesem Gefecht, in dem drei andere deutsche Kleine Kreuzer und ein Torpedoboot versenkt wurden, unbeschädigt.

### Untergang
Kurze Zeit danach, am Morgen des 13. September 1914, wurde sie jedoch etwa sechs Seemeilen südsüdwestlich des Hafens von Helgoland, bei der Fahrt nach Wilhelmshaven, durch das britische U-Boot E9 unter dem Kommando des späteren Admirals Max Horton torpediert. Die Hela wurde mittschiffs getroffen und sank nach etwa 25 Minuten, doch konnte fast die gesamte Besatzung bis auf zwei Mann von U 18 und einem deutschen Vorpostenboot gerettet werden.
E9 wurde zwar den ganzen Tag von deutschen Einheiten gejagt, entkam aber nach Harwich. Beim Einlaufen in den Hafen begründete Horton die Tradition britischer U-Boote, nach einem Versenkungserfolg die Piratenflagge Jolly Roger zu setzen.

## Kommandanten
Laut Livejournal:
- Korvettenkapitän Johannes Stein: Mai 1896 – August 1896
- Kapitänleutnant Carl Schönfelder: August 1896 – September 1896
- Korvettenkapitän Fritz Sommerwerck: März 1898 – Dezember 1898
- Korvettenkapitän Paul Rampold: 10. Dezember 1898 – 4. Februar 1901
- Korvettenkapitän Maximilian Graf von Spee: April 1901 – Mai 1901
- Korvettenkapitän Joachim von Bredow: Mai 1901 – September 1902
- Korvettenkapitän Karl Zimmermann: Oktober 1902 – April 1903
- Korvettenkapitän Karl Boy-Ed: Oktober 1910 – April 1911
- Korvettenkapitän Theodor Püllen: April 1911 – Oktober 1911
- Korvettenkapitän/Fregattenkapitän Karl von Schönberg: Oktober 1911 – September 1912
- Korvettenkapitän Carl Wilhelm Weniger: September 1912 – September 1913
- Korvettenkapitän/Fregattenkapitän Paul Wolfram: September 1913 – 13. September 1914